# Octavian Vintilă
Octavian Vintilă (Ploieşti, Rumania; 22 de junio de 1938 – 19 de abril de 2024) fue un esgrimidor rumano especialista en sable.

## Carrera
Participó en dos ediciones de los Juegos Olímpicos, la primera de ellas fue en Tokio 1964 donde en el evento individual fue eliminado en la segunda ronda luego de perder seis de sus siete combates, mientras que en el evento por equipos fue eliminado en cuartos de final por Francia.
Su segunda aparición fue en Múnich 1972 donde solo participó en el evento de sable por equipos donde fueron eliminados en semifinales por Italia, y en la batalla por la medalla de bronce perdieron ante Hungría.
Luego de retirarse como esgrimidor pasó a ser vicepresidente de la Federación Rumana de Esgrima de 1975 hasta el 2000, también fue periodista y comentarista deportivo para la emisora de radio Radio România Actualități, donde estuvo en transmisiones de los Juegos Olímpicos. También fue presidente de la Asociación de Prensa Deportiva (APS) de 2006 a 2011.
A nivel nacional recibió la condecoración de la Orden Nacional de Fiel Servicio en los grados de comendador y de caballero.